# Instituto Jean-Nicod
El Institut Jean Nicod (IJN) es un centro de investigación interdisciplinario ubicado en París, Francia. Su actual director es Roberto Casati [it] (2017-), precedido por François Recanati (2010-2017) y Vincent Pierre (2002-2010). Creado en 2002, su nombre conmemora al filósofo y lógico Jean Nicod (1893-1924). El IJN es gestionado de manera conjunta por el Centre national de la recherche scientifique (CNRS), la École normale supérieure (ENS) y la École des Hautes Études en Sciences Sociales (EHESS), tres instituciones francesas de investigación y educación superior. Desde 2007, la ENS alberga el IJN en donde se encuentra afiliado tanto al Département d'Etudes Cognitives (DEC) como con el Departamento de filosofía.

## Actividades principales
La investigación llevada a cabo por sus 33 miembros permanentes (en 2016) tiene un perfil interdisciplinario, desarrollándose en el campo común situado entre la ciencia cognitiva (sobre todo, filosofía de la mente, lingüística, epistemológica, psicología), las ciencias sociales (e.g. epistemología social, antropología y sociología cognitiva, economía del comportamiento) y las humanidades. Internamente, el IJN está organizado a grandes rasgos en tres temas de investigación:
1. Lenguaje
2. Acción, Percepción y Auto-consciencia
3. Cognición Social

Además de ser un centro europeo para la filosofía analítica con orientación científica, el IJN está comprometido en fomentar esta clase de trabajo mediante colaboraciones nacionales e internacionales.
Considerando hasta 2016, el IJN alberga a 15 estudiantes de Maestría, 60 de doctorado, y 24 estudiantes de intercambio (así como 15 investigadores de posdoctorado) instruidos y supervisados por sus miembros. El IJN fue la primera institución francesa (y entre las primeras en Europa) en adoptar una política de libre acceso con respecto a sus resultados científicos, ofreciendo acceso completo y gratuito a sus publicaciones.
Alberga la revista académica Review of Philosophy and Psychology, antes conocida como European Review of Philosophy, (Springer, 1994-), así como la serie Jean Nicod Lectures (MIT Press, 1995-). Cada año el sitio del IJN ofrece información sobre el Jean Nicod Prize, otorgado por el CNRS francés a un distinguido filósofo de la mente o científico cognitivo con orientación filosófica.

## Investigadores
- Scott Atran,
- Claire Beyssade,
- Sacha Bourgeois-Gironde,
- Alban Bouvier,
- Richard Carter,
- Roberto Casati,
- Francis Corblin,
- Philippe De Brabanter,
- Frédérique de Vignemont,
- Vincent Descombes,
- Jérôme Dokic,
- Paul Egré,
- Jon Elster,
- Pascal Engel,
- Pierre Jacob,
- Max Kistler,
- Pascal Ludwig,
- Alda Mari,
- Frédéric Nef,
- David Nicolas,
- Gloria Origgi,
- Elisabeth Pacherie,
- Jérôme Pelletier,
- Guy Politzer,
- Joëlle Proust,
- François Recanati,
- Philippe Schlenker,
- Benjamin Spector,
- Dan Sperber,
- Dominique Sportiche,
- Isidora Stojanovic,
- Claudine Tiercelin,
- Tiziana Zalla.